# 勝沼信彦
勝沼 信彦（かつぬま のぶひこ、1926年（昭和元年）7月7日 - 2013年（平成25年）11月10日）は、日本の医学者。専門は生化学、酵素学。徳島大学医学部長を経て、同名誉教授。徳島文理大学名誉教授、名誉学長。学位は医学博士。剣道教士七段。

## 生涯
長崎県長崎市出身。1953年（昭和28年）、名古屋大学医学部卒業。その後、大阪大学蛋白質研究所で助教授を務める。1961年（昭和36年）、徳島大学医学部教授。のち医学部長。1987年（昭和62年）、徳島大学酵素科学研究センター長。1992年（平成4年）、徳島文理大学教授、健康科学研究所所長。1996年（平成8年）、文部省のハイテク・リサーチセンター長。2000年（平成12年）、徳島文理大学学長。
日本生化学会名誉会員、日本ビタミン学会名誉会員、米国生化学会名誉会員、米国癌学会名誉会員。国際ビタミン学会事務局、スペイン国立細胞学研究所名誉所員、ステフィン国立研究所名誉所員、IPS(International Proteolysis Society)終生名誉会員第1号などを歴任。
2013年（平成25年）11月10日、肺炎のため死去。享年87。

## 受賞歴
- 1990年 - 紫綬褒章
- 1997年 - 勲二等瑞宝章

## 所属学会
- 日本生化学会
- 日本ビタミン学会
- 米国生化学会
- 米国癌学会
- 国際ビタミン学会

## 著書
- 『臨床酵素学必携』（1966年、山村雄一、藤井節郎、南山堂）
- 『代謝調節』（1968年、市原明、朝倉書店）
- 『細胞内タンパク質分解―機構・調節・病態』（1992年、東京化学同人）

## 親族
- 父：勝沼六郎、国立療養所中部病院 病院長。
- 弟：勝沼恒彦（生化学）、東海大学教授。
- 伯父：勝沼精蔵（血液学）、名古屋大学第3代総長。
- 従兄：勝沼晴雄（衛生学）、東京大学名誉教授。